# John Saxby
John Saxby, né le 17 août 1821 à Brighton et mort le 22 avril 1913 à Hassocks,, est un inventeur et industriel anglais, spécialiste dans les enclenchements et la signalisation ferroviaire lors du développement des réseaux de chemins de fer dans le monde.

## Biographie

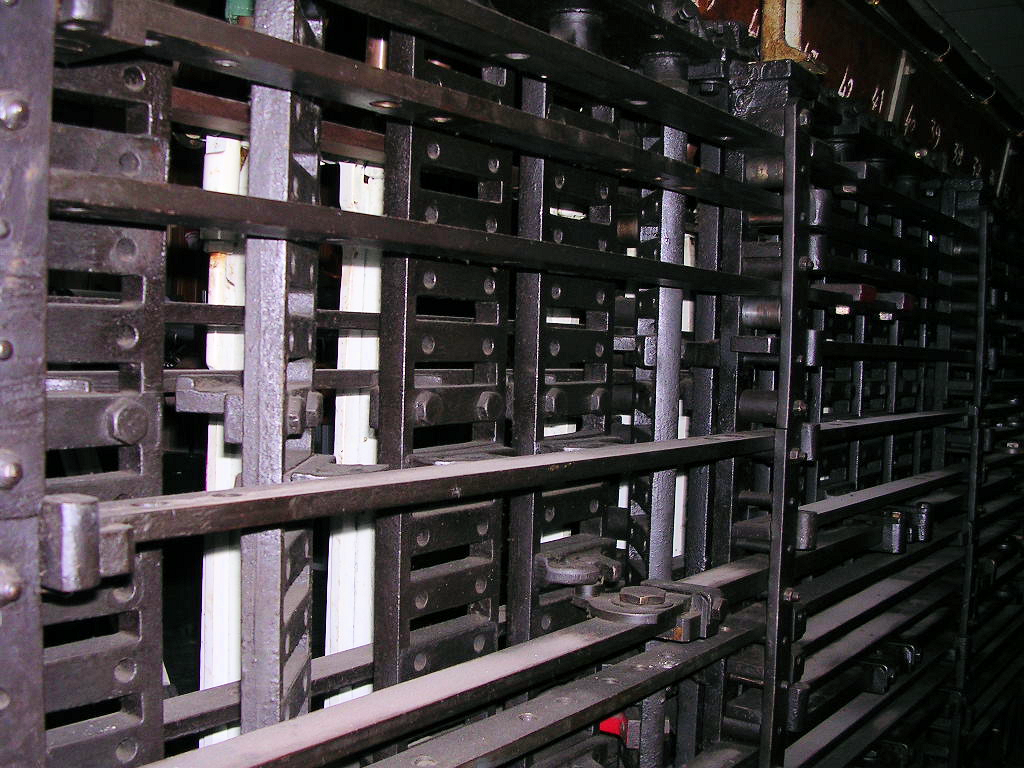
France - Gare de Nîmes - Poste IV - Vue sur la table d'enclenchement du poste d'aiguillage de type Saxby (Table verticale avec taquets et grilles)

John Saxby commence comme apprenti charpentier à la compagnie ferroviaire London, Brighton and South Coast Railway (en). Il s'intéresse à la sécurité ferroviaire et dépose ses premiers brevets pour un système de verrouillage des aiguillages et signaux. En 1856, il invente et développe un système d'enclenchements, amélioré par rapport à celui du Français Pierre-Auguste Vignier (1811-1891), inventé vers 1850.
Cette innovation est conçue pour agir à la fois sur tous les points et sur les signaux à un nœud ferroviaire. Non seulement sur les aiguillages, mais tous les autres signaux dans le système sont verrouillés contre toute utilisation abusive (condamnations mécaniques, voir poste d'aiguillage).
Le premier système est installé à la jonction de Bricklayers Arms, près de Old Kent Road au sud de Londres, et se compose de huit signaux de sémaphore et six paires de points contrôlant le trafic entrant et sortant de la gare de London bridge, le tout relié à un poste d'aiguillage.
En 1862, Saxby crée sa propre entreprise à Haywards Heath pour la fabrication de matériel de signalisation, et est rejoint, en partenariat, par John Stinson Farmer.
En 1868, l'entreprise a construit le premier système, au monde, de signalisation pour la circulation routière à Londres George Street, avec l'aide de l'ingénieur John Peake Knight (en) qui travaillait à la conception du chemin de fer du Sud-Est.
En 1875, l'entreprise a publié son premier frein mécanique, ce qui a donné plus de puissance de freinage en connectant les freins de chaque véhicule ensemble.
En 1878, John Saxby construit avec Farmer, en France, à Creil, au 139 à 175 de la rue Jean-Jaurès et rue de Finsterwalde, la première fabrique de matériel de signalisation et sécurité ferroviaires. Il y adjoint une cité ouvrière composée de 12 maisons, avec jardin à l'arrière, formant un bâtiment de 45 mètres de long.
La société Saxby-Farmer créée par John Saxby devient Saxby en 1888.
James Saxby fils établit un signal qui fonctionne à Creil près de Paris en 1878. Le partenariat avec Farmer prend fin en 1888 et l'entreprise devient une partie de John Saxby Ltd en 1889.
En 1901, la compagnie britannique qui a fondé Saxby fusionne avec plusieurs rivaux pour créer Westinghouse brake et Signal Company Ltd .
John Saxby meurt à Hassocks, Sussex, le 22 avril 1913.

## Hommage

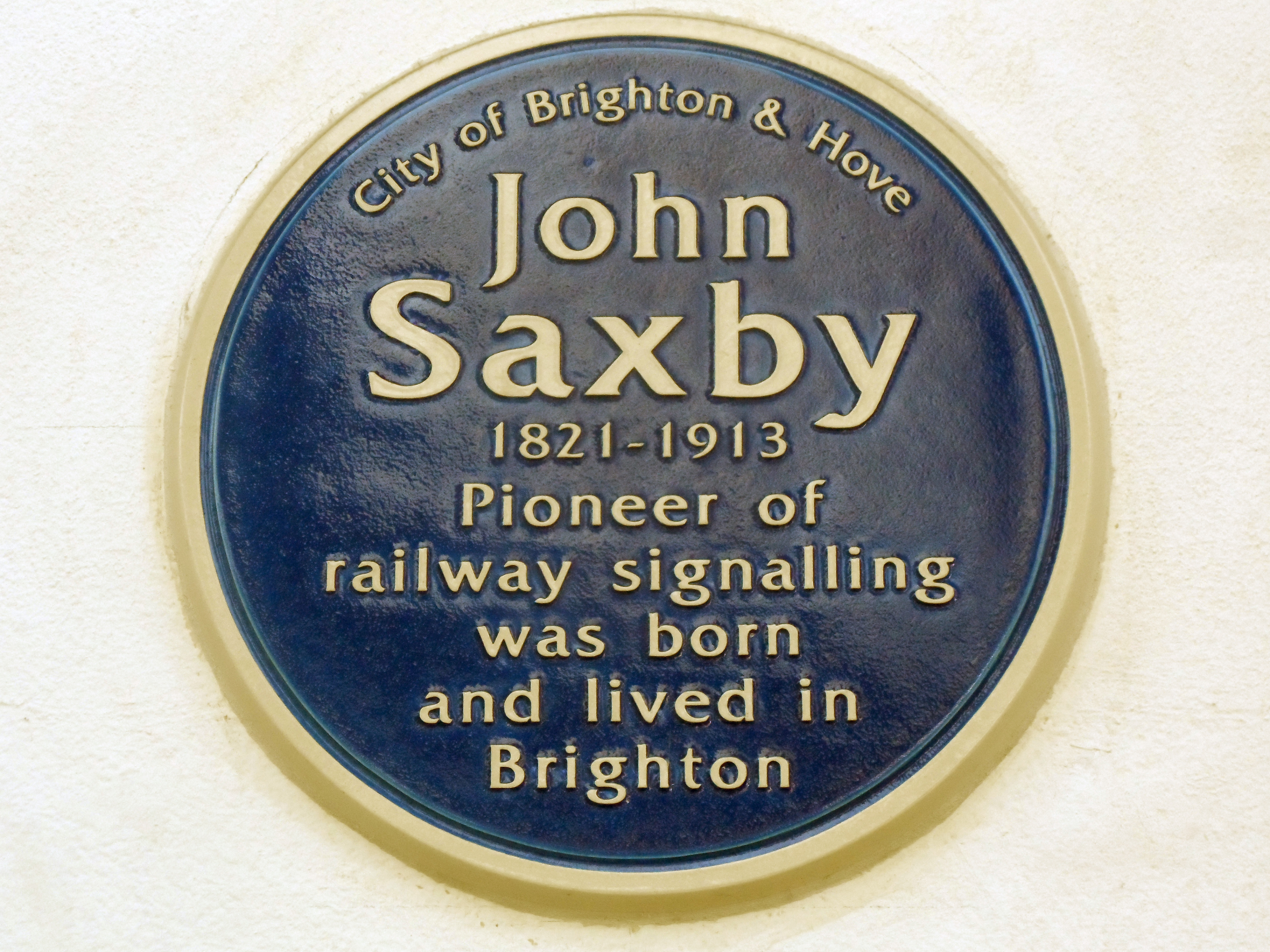
Plaque commémorative.

La commune de Brighton rend hommage à John Saxby en apposant une plaque commémorative sur la gare.
En 2002, la municipalité de Montataire lui rend hommage en donnant son nom à un square proche de l'ancienne entreprise Saxby,.
Un descendant de John Saxby lui rend hommage en donnant le nom de « Saxby » à sa villa du Touquet-Paris-Plage.

## Brevets
- Brevet déposé le 24 juin 1856 sur les enclenchements de sécurité.
- Brevet no 316,186 déposé par son fils James Saxby (Date de délivrance: 21 avril 1885 ).
- Brevet no 1041 déposé à Luxembourg le 12 octobre 1888 (Édité par le Mémorial du Grand Duché de Luxembourg du 2 novembre 1888 no 61 page 578). Brevet portant sur les perfectionnements dans les appareils de calage pour aiguilles de chemins de fer et leviers de signaux.

## L'entreprise après la mort de John Saxby
Westinghouse absorbe en 1920 la société Evans O'Donnell Limited et Saxby-Farmer pour créer Evans O'Donnell Westinghouse Brake and Saxby Signal Company Ltd.
En 1935 James Aubrey Saxby petit-fils de John se sépare de Westhinghouse (Westinghouse Brake and Signal Company Ltd) pour créer la société anonyme française « Établissement Saxby ». Saxby S.A., société française devient filiale de la société OTIS puis filiale de (United Technologies Corporation) en 1976. Le siège de l'entreprise se situait au no 40 de la rue de l'Orillon à Paris (11e). Elle est absorbée par Jeumont-Schneider en 1985.
Le département automatisme et manutention automatique devient Jeumont-Schneider « Robots de Transport Saxby » : Manutention par chariots filoguidés automatiques utilisés dans l'industrie et les hôpitaux (80 personnes environ). Elle est absorbée de nouveau par le groupe CFC (Compagnie Française Des Convoyeurs à Lagny-sur-Marne). Les chariots élévateurs automoteurs sont repris en 1989 par la société Still.

## Diversité des activités de la Société Saxby
Hormis l'activité « Signalisation ferroviaire » deux branches nommées « Manutention » et « Automatisme » furent créées.
- Saxby a fabriqué des chariots de manutention (Saxby, Still-Saxby, Matral, Salev, etc.).
- L'activité « Automatisme » a automatisé à la fin des années 1970 près de 400 écluses sur différents canaux du Gabarit Freycinet en France.

De la manutention automatique (chariots filoguidés gérés par un automate) a été installée sur différents sites industriels, alimentaires et hospitaliers.
Dans les gares de triage des freins de voie intégrant la régulation de freinage des wagons en calculant la vitesse de ceux-ci par des radars à effet Doppler ont été installés en France, Suisse, à Bettembourg au Grand Duché du Luxembourg.

## Déclin
De la société, il ne restait plus que la branche manutention Still Saxby à Montataire qui a fermé ses portes en 2012.